# Montmaur-en-Diois
Montmaur-en-Diois là một xã thuộc tỉnh Drôme trong vùng Auvergne-Rhône-Alpes ở đông nam nước Pháp. Xã Montlaur-en-Diois nằm ở khu vực có độ cao từ 459-1274 mét trên mực nước biển.